# Castianeira bicolor
Castianeira bicolor is een spinnensoort uit de familie van de loopspinnen (Corinnidae).
De wetenschappelijke naam van de soort werd in 1890 als Tylophora bicolor gepubliceerd door Eugène Simon.